# Crocidura sibirica
Crocidura sibirica is een zoogdier uit de familie van de spitsmuizen (Soricidae). De wetenschappelijke naam van de soort werd voor het eerst geldig gepubliceerd door Dukelsky in 1930.